# Вирус лихорадки Западного Нила
Вирус лихорадки Западного Нила (англ. West Nile virus) — вид вирусов семейства Flaviviridae, возбудитель острого, не до конца изученного заболевания лихорадка Западного Нила (лат. Encephalitis Nili occidentalis), переносимого комарами рода кулекс (Culex pipiens). Распространено в основном в тропических и субтропических регионах, но после начала массового туризма в эти регионы всё чаще фиксируется в нетропиках. Вирусу в первую очередь подвержены птицы, но также люди и многие млекопитающие (кони, кошки, летучие мыши, собаки, бурундуки, скунсы, белки, кролики и другие), которые заражаются после укуса комаров-переносчиков.

## История и география вируса

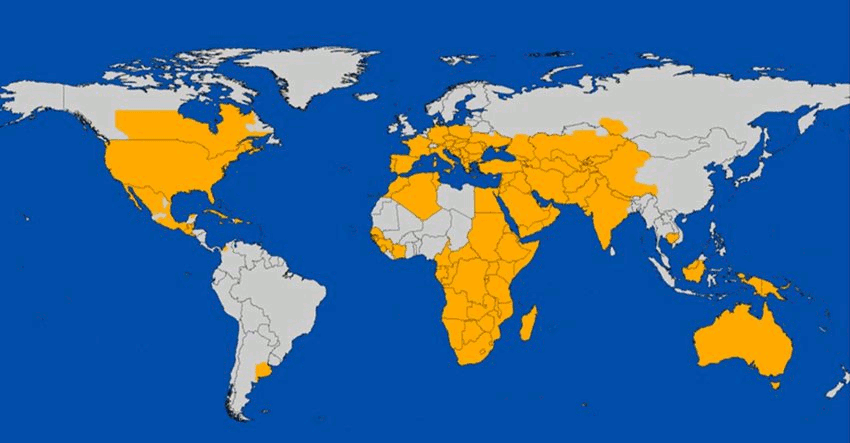
Современный ареал заболевания

Впервые вирус лихорадки западного Нила был обнаружен в крови больной женщины в 1937 году, в Уганде. Постепенно, у населения Уганды и экваториальной Африки развился иммунитет к заболеванию уже к началу 70-х, однако, к этому времени вирус перекинулся на другие регионы. В последующем появились данные о широком распространении заболевания в других странах тропической Африки и Азии. На американском континенте первый случай заболевания был зафиксирован в Нью-Йорке в 1999 году. Наиболее часто современный вирус встречается в странах Средиземноморья (Израиль, Египет), фиксируется во Франции — на побережье Средиземного моря и Корсике, а также в Индии и Индонезии. Особенно частые случаи вируса в последнее время обнаруживаются в США, причём не только в болотистых субтропических регионах страны. Хотя вирус стабильно присутствует в болотах нижнего течения Миссисипи, наиболее крупные вспышки зафиксированы в Нью-Йорке и на северо-западе страны.
Природные очаги заболевания, как показали исследования, давно присутствуют и в южных регионах бывшего СССР: Армении, Азербайджана, Молдавии, Туркменистана, Таджикистана, Казахстана; в России на юге европейской части и на территории Омской области, на Украине в Одесской области.

### Вирус в России
После начала развития массового туризма россиян в регионы циркуляции заболевания оно всё чаще фиксируется и в России, особенно на юге, где вирус более жизнеспособен. Эпидемическая вспышка лихорадки Западного Нила возникла в 1999 году в Волгоградской и Астраханской областях и Краснодарском крае. С 2008 года на базе Волгоградского научно-исследовательского противочумного института действует референс-центр по мониторингу за возбудителем лихорадки Западного Нила.
Новая вспышка лихорадки Западного Нила возникла в Волгоградской области в июле-августе 2010 года — на 26 августа число заболевших составило 170 человек, 5 случаев — со смертельным исходом (все летальные исходы — у пожилых людей). На 30 августа 2010 года зарегистрировано 226 случаев с 7 июля по 30 августа, 170 — в Волгоградской области. Все случаи подтверждены лабораторно. Шестеро заболевших скончались. Среди заболевших наибольшую долю составляют пенсионеры в возрасте старше 60 лет, которые были укушены на даче.
В 2011 году в Волгоградской области (на 6 сентября) зарегистрировано 39 случаев заболевания. У большинства заразившихся ЛЗН заболевание протекает со средней и легкой степенью тяжести. У двоих человек наблюдается тяжелая степень заболевания с поражением ЦНС. Среди заболевших 14 человек в возрасте старше 60 лет. В Воронежской области с 29 июля по 5 сентября зарегистрирован 31 случай заболевания лихорадкой Западного Нила. Специалисты отнесли 27 случаев к средней тяжести заболевания, 3 — к тяжелой форме и 1 — к лёгкой, все факты подтверждены лабораторно. В Астраханской и Ростовской областях также отмечены случаи заражения.
В рамках научно-исследовательского проекта «Социально-медицинские аспекты распространения вируса лихорадки Западного Нила в городской агломерации крупного промышленного центра Поволжья», № 11-16-34011 a/B создан информационный сайт, содержащий информацию о возбудителе лихорадки Западного Нила, способах профилактики и основных факторах риска.
За период с 1999 по 2012 годы в Волгоградской области было зафиксировано 1001 случай заражения, 59 из них закончились смертью.
В 2012 году вирус также зафиксирован в Воронежской и Липецкой областях.
Двое детей из Липецка заболели лихорадкой Западного Нила, одному из них — три года, другому — девять лет. Дети госпитализированы в Липецкую областную больницу с диагнозом «лихорадка Западного Нила».

#### Генотипирование
Геном вируса характеризуется высокой генетической изменчивостью и определение генотипа циркулирующего вируса важно для системного эпидемиологического мониторинга. Техническая сторона эпидемиологического мониторинга заключается в использовании диагностических наборов реагентов для проведения процедуры генотипирования. «Амплиген-WNV-генотип-1/2/4» - это набор реагентов для выявления и дифференциации генотипов (1, 2, 4) вируса Западного Нила с помощью метода полимеразной цепной реакции с обратной транскрипцией и гибридизационно-флуоресцентной детекции.   

## Патогенез
Механизм заражения и пути распространения вируса в организме человека такие же, как при других комариных энцефалитах. Однако не всегда виремия приводит к поражению нервной ткани. Известны случаи латентной инфекции. По современным американским данным, около 80 % случаев заражения протекает бессимптомно. Возбудитель тропен не только к клеткам центральной нервной системы, но и к эндотелию сосудов; возможно персистирование вируса в организме человека в течение относительно длительного времени (более 1-2 мес.).

## Циркуляция вируса
Для вируса лихорадки Западного Нила характерны два основных типа циркуляции :
- сельский цикл (дикие птицы, обитающие на заболоченных территориях, и орнитофильные комары, то есть питающиеся кровью птиц);
- городской цикл (синантропные, экологически связанные с человеком, виды птиц и комары, питающиеся кровью птиц и человека, преимущественно Culex pipiens/molestus).

В Европе наблюдается чёткое разграничение болезни с преобладанием относительно немногочисленного сельского цикла (орнитофильные комары), поскольку большинство населения проживает в городах и городской образ жизни чётко отделён от сельского, в том числе и по уровню жизни. Да и сами комары чётко разграничены в своих предпочтениях (или млекопитающие, или птицы).
В США же значительная часть населения фактически проживает в сельской местности и большинство городов (особенно одноэтажные пригороды) имеют ярко выраженный «сельский» характер. При этом различия по уровню жизни между городом и селом не так заметны, да и сами подвиды комаров неразборчивы в диете и выбирают и животных, и птиц. Поэтому болезнь более распространена. Другой фактор — более южное расположение основной территории США по сравнению с Европой. В Северной Америке основной резервуар вируса также представляют птицы, особенно американская ворона и американская малиновка, которые очень распространены в американских садах пригородов.